# Gobius acutipennis
Gobius acutipennis és una espècie de peix de la família dels gòbids i de l'ordre dels perciformes.

## Morfologia
Els mascles poden assolir els 15 cm de longitud total.

## Distribució geogràfica
Es troba des de KwaZulu-Natal (Sud-àfrica) fins a Indonèsia i l'oest del Pacífic.